# Ma Fen

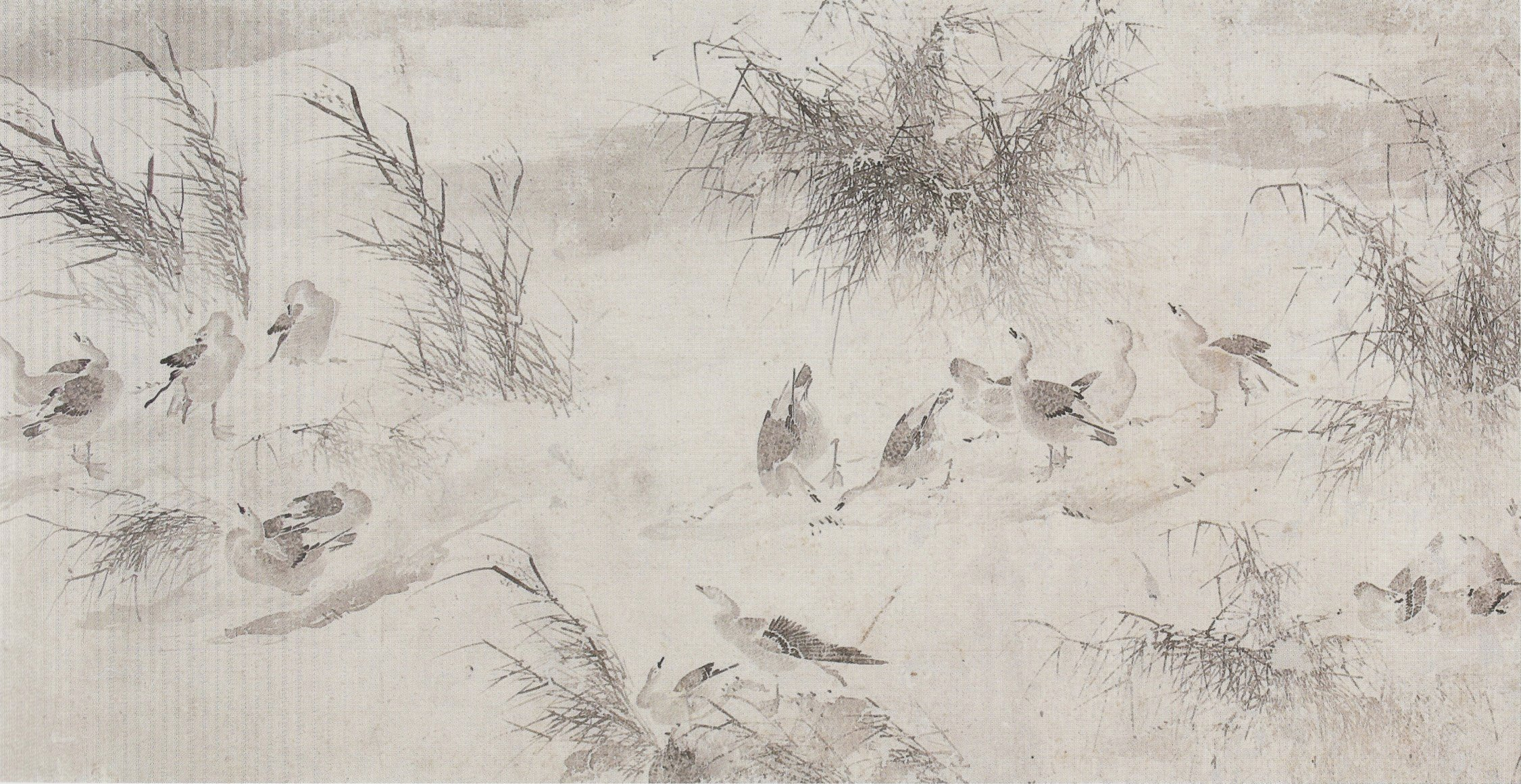

Ma Fen, est un peintre chinois du XIIe siècle originaire de Hezhong, province du Shanxi. Ses dates de naissance et de décès ne sont pas connues, pas plus que sa vie privée ou professionnelle, on sait qu'il est actif dans la première moitié du douzième siècle et probablement dès la toute fin du onzième si on se rapporte à certaines datations.

## Biographie
Ma Fen est un peintre de figures bouddhiques et animalier, il est membre (Daizhao) de l'Académie des Beaux-Arts à la cour de Kaifeng vers 1119-1125. C'est le premier peintre de la famille Ma. Cette famille est une  véritable dynastie d'artistes d'où sort, entre autres, Ma Yuan, son arrière petit-fils. L'Académie Acad. of Art à Honolulu, conserve un rouleau en longueur, Les cent oies sauvages, qui lui est attribué. Bien que cette œuvre soit certainement postérieure à l'artiste et ne soit pas antérieure à la dynastie des Song du Sud (1127-1279), elle est sans doute exécutée d'après une composition de Ma Fen. Le Musée du palais de Pékin conserve un autre rouleau en longueur, signé et daté 1095  Troupeau de buffles, qui lui est, aussi, attribué.

## L'Académie de peinture des Song du Sud
Tous les anciens thèmes connaissent une renaissance sous le nouveau gouvernement, et nombre de sujets inédits sont adaptés à la nouvelle image du renouveau dynastique. Les anciens récits historiques narrant les épreuves, la survie et la renaissance impériales se développent tout particulièrement. L'Académie impériale de peinture fraîchement reconstituée, et de nouveaux talents sont attirés dans la belle et florissante capitale de Hangzhou. La peinture qui s'y développe et y prospère est d'abord patronnée par les membres de la famille impériale, notamment par de puissantes impératrices et leur parentèle et par plusieurs empereurs particulièrement attentifs aux pouvoirs de l'art. La peinture est essentiellement une profession manuelle, ou une tradition artisanale, maintenue avec succès sur de longues périodes par des familles d'artisans. La plus célèbre de ces familles de la période Song est la famille Ma, de Hezhong dans le Shanxi.

## La famille Ma
Ma Fen est le chef d'une famille qui compte plusieurs générations de peintres. Il a un fils, Ma Xingzu, deux petits-fils, Ma Gongxian et Ma Shirong, suivi de deux autres générations avec Ma Kui, Ma Yuan et Ma Lin. Tous, suivent l'exemple de leurs parents et arrière-parents dans la fonction de peintre « attendant les ordres » de l'empereur. Les Ma travaillent de préférence à l'encre.